# RGB

가산혼합의 원리

RGB의 큐브 모델

RGB 색 모형은 빛의 삼원색을 이용하여 색을 표현하는 방식이다. 빨강(RED), 초록(GREEN), 파랑(BLUE) 세 종류의 광원(光源)을 이용하여 색을 혼합하며 색을 섞을수록 밝아지기 때문에 '가산 혼합'이라고 한다. 디지털 이미지에서 사용되는 RGB 가산혼합의 종류로는 sRGB, 어도비 RGB 등이 있다.

## 가산 혼합의 원리
- 알기 쉬운 실험

세개의 손전등에 각각 빨강, 초록, 파랑의 셀로판지를 겹쳐놓고 불을 비추면 오른쪽의 그림 '가산혼합의 원리'와 비슷한 결과를 얻을 수 있다.
- RGB 큐브 모델과 표현 원리

오른쪽의 그림 'RGB의 큐브 모델'과 같이 하나의 색은 삼원색을 기준선으로 하는 삼차원 데카르트 좌표계의 한 점으로 나타낼 수 있다.
예를 들어 검정은 세 광원 모두 빛이 없는 상태이며 좌표(0,0,0)으로 표현할 수 있다.
| 채널별 값  | 채널별 값    | 채널별 값   | 혼합결과와 좌표 | 혼합결과와 좌표 |
| 빨강 (RED) | 초록 (GREEN) | 파랑 (BLUE) | 혼합색          | 좌표            |
| 0          | 0            | 0           | 검정            | (0,0,0)         |

각 광원의 최댓값을 255라고 한다면 빨강은 좌표(255,0,0)과 같이 표현되며 RED 광원만이 최댓값을 갖고 GREEN 광원과 BLUE광원은 빛이 없는 상태를 의미한다.
| 채널별 값  | 채널별 값    | 채널별 값   | 혼합 결과와 좌표 | 혼합 결과와 좌표 |
| 빨강 (RED) | 초록 (GREEN) | 파랑 (BLUE) | 혼합색           | 좌표             |
| 255        | 0            | 255         | 보라             | (255,0,255)      |

좌표(80,0,0)과 같이 GREEN 광원과 BLUE 광원이 여전히 빛이 없는 상태에서 RED 광원이 약하게 비춰진다면 고동색이 될 것이다.
| 채널별 값  | 채널별 값    | 채널별 값   | 혼합결과와 좌표 | 혼합결과와 좌표 |
| 빨강 (RED) | 초록 (GREEN) | 파랑 (BLUE) | 혼합색          | 좌표            |
| 90         | 0            | 0           | 연한 고동색     | (90,0,0)        |

주황색은 좌표(255,127,0)으로 나타낼 수 있으며 RED 광원이 최댓값을 갖는 상태에서 GREEN 광원이 중간 정도로 섞인 상태라고 할 수 있다.
| 채널별 값  | 채널별 값    | 채널별 값   | 혼합결과와 좌표 | 혼합결과와 좌표 |
| 빨강 (RED) | 초록 (GREEN) | 파랑 (BLUE) | 혼합색          | 좌표            |
| 255        | 127          | 0           | 주황색          | (255,127,0)     |

세 광원이 모두 같은 값을 갖으면 무채색이 된다.
| 채널별 값  | 채널별 값    | 채널별 값   | 혼합결과와 좌표 | 혼합결과와 좌표 |
| 빨강 (RED) | 초록 (GREEN) | 파랑 (BLUE) | 혼합색          | 좌표            |
| 192        | 192          | 192         | 은색            | (192,192,192)   |

- 감산혼합과의 관계

RGB 가산혼합과 달리 CMYK 감산혼합은 물감이나 잉크같은 안료가 서로 섞일 때 일어나는 색의 혼합을 표현하는 방식으로 색을 섞을수록 어두워지기 때문에 '감산혼합'이라 한다. 가산혼합과 감산혼합은 서로 반대되는 개념으로 보색 관계에 있다.

## RGB 채널

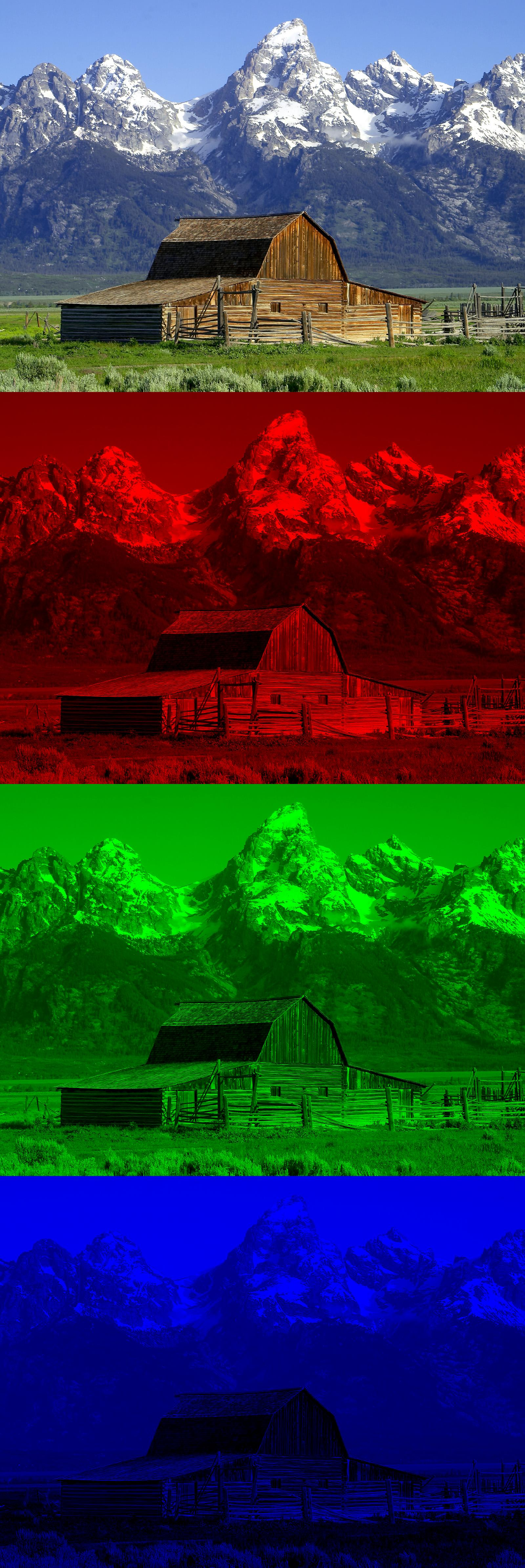
RGB 채널의 원리

포토샵 등에서 지원하는 기본 채널이다. 이 채널들은 각각 RGB채널, Red 채널, Green 채널, Blue 채널로 나뉘며 RGB채널을 선택하면 Red, Green, Blue 채널이 모두 선택된다.
RGB 가산혼합에서, 빨강은 하이톤 라임은 미드톤 파랑은 섀도톤을 각각 맡으며, 보기엔 그레이스케일처럼 느껴진다.

## 실생활에서 쓰임

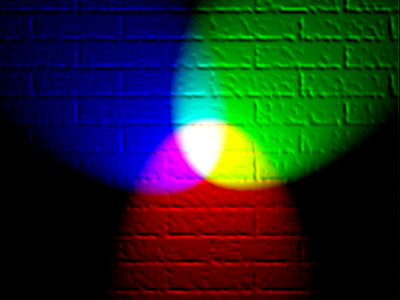

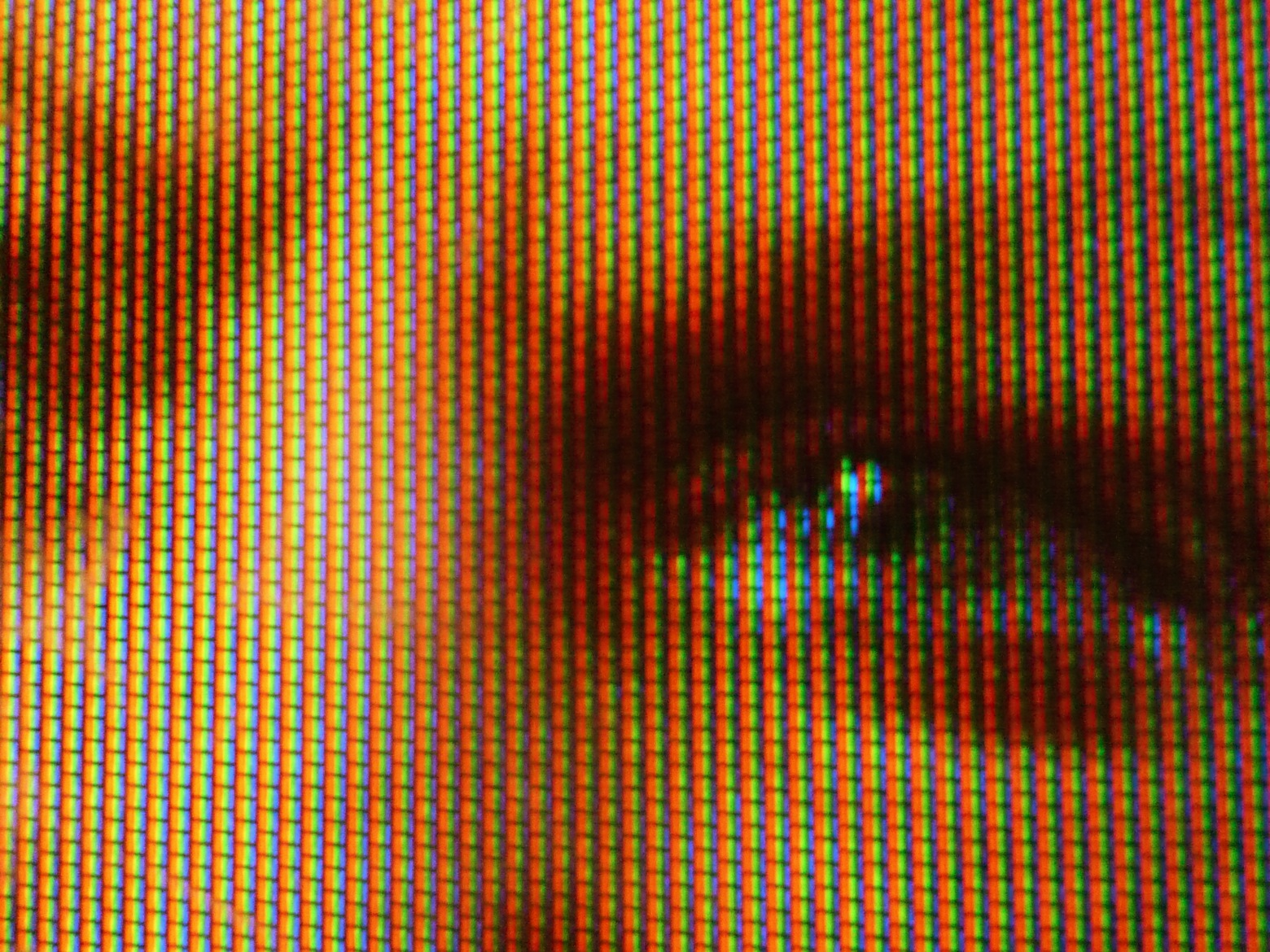
텔레비전 화면을 확대하면 3색의 화소가 드러난다.

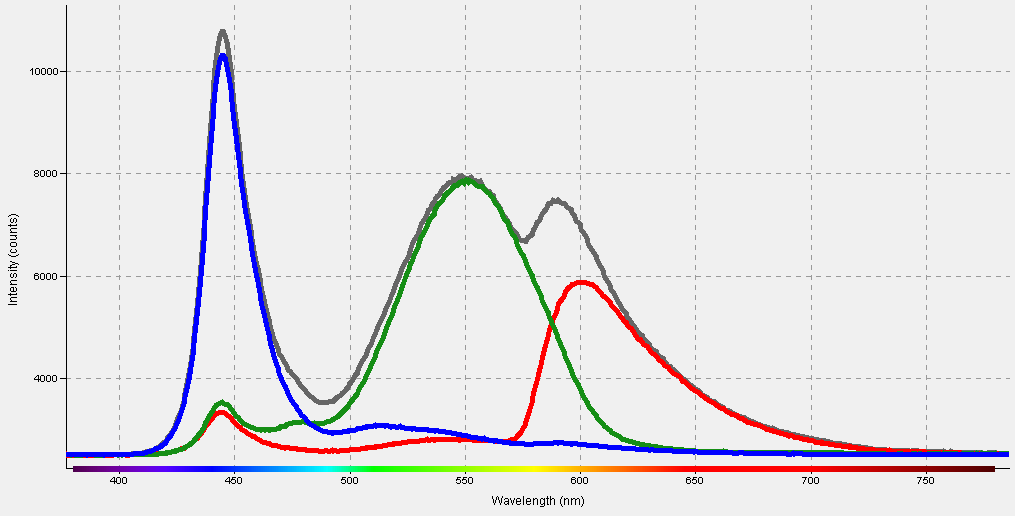
분광기를 통해 본 모니터의 RGB 성분.

TV, 컴퓨터 등이 RGB 컬러를 사용하며, 기본적으로 컴퓨터는 8비트 제이펙 포맷을 기본적으로 사용한다. 디지털 카메라는 16비트 RAW 포맷을 기본으로 사용하나, 32비트 TIFF 포맷을 사용하는 경우도 있다. HTML과 같은 웹 문서에서의 색상표현 역시 RGB 가산혼합에 의해 표현된다.

## RGB와 디스플레이
RGB 가산혼합을 사용하고 있는 일반적인 사례로는 음극선관(브라운관), 액정 디스플레이, 플라스마 디스플레이와 같이 컴퓨터, 텔레비전의 영상 표시에 사용되는 디스플레이이다. 화면을 구성하는 각 픽셀은 컴퓨터와 그래픽 카드 등으로 빨강, 초록, 파랑의 명도(Value)를 표현한다. 이들 수치는 감마 보정으로 표현하고 싶은 휘도에서 디스플레이에 표시되는 휘도(intensity)와 전압으로 전환되고 있다.
빨강, 초록, 파랑 세 종류의 광원의 조합을 통해 여러 가지 색을 표현한다. 2017년 기준으로 전형적인 디스플레이는 하나의 픽셀에 24비트 규모의 정보를 사용하고 있다. 이는 8비트를 각각 빨강, 초록, 파랑에 각각 할당함으로써 각 색상(hue)마다 256가지의 명도, 선명도를 결정한다. 이 시스템으로는 16,777,216가지(2563혹은 224)의 색상(hue), 채도(saturation), 명도(value)를 표현할 수 있다.

## RGB의 분포도
RGB 컬러의 분포도를 4각형으로 나타내면 다음과 같다.
| - (0, 0, 0) 검정 - (255, 255, 255) 하양 - (255, 0, 0) 빨강 - (0, 255, 0) 초록 - (0, 0, 255) 파랑 - (255, 255, 0) 노랑 - (0, 255, 255) 시안 - (255, 0, 255) 마젠타 | 노랑 (255,255,0) | 초록 (0,255,0) | 시안 (0,255,255)   |
| - (0, 0, 0) 검정 - (255, 255, 255) 하양 - (255, 0, 0) 빨강 - (0, 255, 0) 초록 - (0, 0, 255) 파랑 - (255, 255, 0) 노랑 - (0, 255, 255) 시안 - (255, 0, 255) 마젠타 | 빨강 (255,0,0)   |                | 파랑 (0,0,255)     |
| - (0, 0, 0) 검정 - (255, 255, 255) 하양 - (255, 0, 0) 빨강 - (0, 255, 0) 초록 - (0, 0, 255) 파랑 - (255, 255, 0) 노랑 - (0, 255, 255) 시안 - (255, 0, 255) 마젠타 |                  | 빨강 (255,0,0) | 마젠타 (255,0,255) |

## 같이 보기
- RGBA 색 공간
- CMYK 감산혼합
- 색 공간
- 웹 색상
- VHF
- UHF
- SHF
- DVB, DMB-T/H, DMB, ATSC, ISDB